# Мурашкинский, Константин Евгеньевич
Константин Евгеньевич Мурашкинский (10 (22) мая 1884 — 25 сентября 1948) — советский миколог и фитопатолог, доктор сельскохозяйственных наук (1938), профессор Сибирского института сельского хозяйства.

## Биография
Родился в Городце Новгородской губернии 10 (22) мая 1884 года в семье служащего. В 4 года мальчик осиротел и остался на попечении матери-учительницы.
В 1906 г. Константин закончил Нижегородскую гимназию. Ревностное стремление молодого человека к знанию позволило за 4 года окончить 2 вуза – естественное отделение физико-математического факультета в Московском университете в 1910 году и сельскохозяйственное отделение Московского сельскохозяйственного института в 1913 году, где его наставниками были основоположники отечественной микологии и фитопатологии С. И. Ростовцев и А. А. Ячевский. Первые научные работы Константин опубликовал в 20 лет.
В 1914—1918 годах — в армии, участник Первой мировой и Гражданской войн, офицер царской армии.
С 1920 года К. Е. Мурашкинский — в Сибирском институте сельского хозяйства и промышленности, где преподаёт фитопатологию. В 1923 году стал профессором и заведующим кафедрой фитопатологии, с 1930 года заведовал кафедрой защиты растений. В 1938 году защитил диссертацию доктора сельскохозяйственных наук.
Вёл переписку с зарубежными исследователями, отправлял статьи в журналы Австрии, Германии, Франции. В 1928 году австрийский миколог Франц Петрак назвал именем К. Е. Мурашкинского род Murashkinskija. Петрак описал целый ряд новых видов по образцам, собранным К. Е. Мурашкинским и М. К. Зилинг и присланным ему. В 1943 году Мурашкинский награждён знаком Отличника социалистического сельского хозяйства.
После августовской сессии ВАСХНИЛ (1948) активно высказывался против взглядов Т. Д. Лысенко (в том числе непосредственно после выступления последнего на научном форуме в СибНИИСХозе в Омске), получил предупреждение как вейсманист-морганист. Вскоре были уволены профессора А. А. Стольгане и К. Г. Ренард, также предупреждение получил К. П. Горшенин. Затем К. Е. Мурашкинский был обвинён в сотрудничестве с фашистским режимом из-за опубликованной в 1943 году статьи в немецком журнале, посвящённой борьбе с грибком, поражающим древесину, которая использовалась в самолётостроении (статью учёный отправил в Германию ещё в 1923 году).
25 сентября 1948 года покончил жизнь самоубийством. Похоронен на Старо-Северном кладбище Омска:  аллея 3, ряд 6, могила 63.

## Семья
Супруга — миколог и фитопатолог Маргарита Карловна Зилинг (1896—1950).
Сын — физик Карл Константинович Зилинг (1934-2001).

## Некоторые научные работы
- Мурашкинскій К. Е. 1907 [1906]. Растительность низовьевъ реки Суры // Ботаническій журналъ, издаваемый отдѣленіемъ ботаники Императорскаго Санкт-Петербургскаго общества естествоиспытателей 2(3): 67–85.
- Мурашкинскій К. Е. 1911. Описательный каталогъ Естественно-историческаго музея Нижегородскаго Губернскаго Земства. Руководство къ изученію природы Нижегородскаго края. Выпуск 3. Отдѣлъ ботаническій: каталогъ гербарія грибовъ. Нижній Новгородъ: Типографія В. Ройскаго и И. Карнѣева. 25 с.
- Мурашкинский К. Е. 1921. Physalosporina halimodendroni n. sp. — возбудитель болезни чингила // Научный сборник Сибирского института сельского хозяйства и промышленности. Омск. С. 1–8.
- Мурашкинский К. Е. 1924. Материалы по изучению фузариоза хлебов. 1. Виды рода Fusarium на хлебах в Сибири // Труды Сибирской сельскохозяйственной академии. Том III-й. Омск. С. 87–120.
- Мурашкинский К. Е. 1924. Материалы по микофлоре Западной Сибири // Труды Сибирской сельскохозяйственной академии. Том III-й.  Омск. С. 121–126.
- Мурашкинский К. Е. 1927. Лиственничная губка. Омск. 20 с.
- Мурашкинский К. Е. 1927. Очерк истории, результатов и перспектив изучения микофлоры Сибирского края // Труды I Сибирского краевого научно-исследовательского съезда. Том III. Новосибирск. С. 170–175.
- Мурашкинский К. Е., Зилинг М. К. 1927. Новые виды азиатской микофлоры // Труды Сибирского института сельского хозяйства и лесоводства 8(1–5): 25–27.
- Мурашкинский К. Е., Зилинг М. К. 1928. Новые виды азиатской микофлоры II // Труды Сибирского института сельского хозяйства и лесоводства 9(1–5): 229–235.
- Мурашкинский К. Е., Зилинг М. К. 1928. Материалы по микофлоре Алтая и Саян // Труды Сибирского института сельского хозяйства и лесоводства 10(4): 361–390.
- Мурашкинский К. Е. 1939. Горно-таежные трутовики Сибири // Труды Омского сельскохозяйственного института им. С. М. Кирова 4(17): 75–108.
- Мурашкинский К. Е. 1940. Трутовики Сибири. II. О некоторых видах на лиственных породах. Отв. ред. Н. Н. Кулешов. Омск. 27 с.

## Грибы, названные именем К. Е. Мурашкинского
- Murashkinskija Petr., 1928 — Mytilinidion Duby, 1862
- Cytosporina murashkinskii Pisareva & Kravtzev, 1970
- Hydnum murashkinskyi Burt, 1931 — Steccherinum murashkinskyi (Burt) Maas Geest., 1962
- Hymenochaete murashkinskyi Pilát, 1931 — Hymenochaete mougeotii (Fr.) Cooke, 1880
- Ophiobolus murashkinskyi Ziling, 1936
- Puccinia murashkinskii Tranzschel, 1933
- Selenophoma murashkinskyi Petr., 1929
- Tuburcinia murashkinskyi Cif., 1931 — Urocystis murashkinskyi (Cif.) Zundel, 1953
- Xanthochrous pini f. murashkinskyi Pilát, 1932 — Porodaedalea pini (Brot.) Murrill, 1905